# Рокенсет
Рокенсет — держава англів на території сучасних графств Чешир та Шропшир (Велика Британія), що утворилася наприкінці VI століття. Тривалий час перебувала у залежності від королівства Мерсія. Напочатку VIII ст. остаточно приєднано до Мерсії.

## Історія
У 656 році кельтське королівство Пенгверн було завойовано Освіу, королем Нортумбрії та Мерсії. Сюди почали переселяти англи з Мерсії, Гвікке сакси з Вессексу. На території колишнього Пенгверна утворилися два королівства, Маґонсете і Рокенсет поблизу давньоримської фортеці Віроконіум Корновіорум (бритського Кайра-Гурікона, сучасного Роксетера).
Рокенсет перебував в залежності від Нортумбрії до 658 року, коли Мерсія здобула самостійність від короля Освіу. Тоді ж Рокенсет опинилося в залежності від мерсійського короля. Напевне являла собою прикордонну державу для захисту власної Мерсії від військ вельських королівств Повіс та Гвінед.
З посилення Мерсії важливість Рокенсету знизилось. Водночас посилилася централізаторська політика королів Мерсії. На початку VIII ст. Рокенсет втратив статус васального королівства і увійшло до складу Мерсії.
Імена володарів (королів або підкоролів) Рокенсета натепер невідомі.